# برج عبدالوهاب
برج عبدالوهاب مربوط به دوره آل مظفر است و در میبد، محله کوشک واقع شده است.